# Delias dohertyi
Delias dohertyi is een vlindersoort uit de familie van de Pieridae (witjes), onderfamilie Pierinae.
Delias dohertyi werd in 1894 beschreven door Oberthür.